# Diecezja Ecatepec
Diecezja Ecatepec (łac. Dioecesis Ecatepecensis) – diecezja Kościoła rzymskokatolickiego w Meksyku, sufragania archidiecezji Tlalnepantla. 

## Historia
Diecezja Ecatepec została erygowana 28 czerwca 1995 roku. Diecezja powstała poprzez wyłączenie z terytorium archidiecezji Tlalnepantla oraz diecezji Texcoco. Jest sufraganią archidiecezji Tlalnepantla. 

## Biskupi Ecatepec
- Onésimo Cepeda Silva – (28 czerwca 1995 – 7 maja 2012)
- Oscar Roberto Domínguez Couttolenc – (17 lipca 2012 – 3 lipca 2024)